# Heinz Thorvald
 (avril 2008).
Si vous disposez d'ouvrages ou d'articles de référence ou si vous connaissez des sites web de qualité traitant du thème abordé ici, merci de compléter l'article en donnant les références utiles à sa vérifiabilité et en les liant à la section « Notes et références ».
Heinz Thorvald ou Erwin König sont les noms d'une personne dont l'existence est contestée.

## Biographie
Ce personnage est décrit dans le roman War of the Rats (1999) et le film Stalingrad, racontant les actions des tireurs d'élite pendant la bataille de Stalingrad. Il est également un des personnages principaux du roman Mein Grand-Père (2018), où lui est confiée la mission d'exfiltrer vers l'Argentine tous les dignitaires du Reich lors de la chute de Berlin.
Heinz Thorvald est colonel dans la Wehrmacht, directeur de l'école de tireurs d'élite SS de Zossen et est responsable du détachement des tireurs d'élite engagés dans la bataille de Stalingrad. Il fut chargé d'éliminer Vassili Zaïtsev, tireur d'élite de l'Armée rouge et héros national soviétique (dont l'existence est réelle), à qui on attribue plus de 220 morts pendant la durée de son service. Heinz Thorvald aurait été abattu par Zaïtsev pendant la bataille de Stalingrad.
Ce passage de l'histoire est sujet à caution car il n'est mentionné dans aucun rapport militaire de l'époque[réf. nécessaire].